# Gmina Canton (Iowa)

Położenie Gminy Canton w hrabstwie Benton

Gmina Canton (ang. Canton Township) – gmina w USA, w stanie Iowa, w hrabstwie Benton. Według danych z 2000 roku gmina miała 847 mieszkańców.